# تحرير اقتصادي

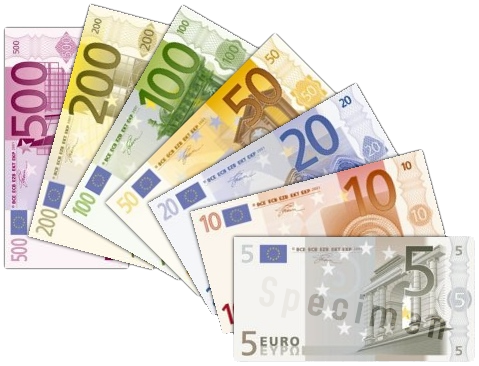

 التحرير الاقتصادي  أو  لبرلة الاقتصاد  هو تخفيف اللوائح والقيود الحكومية على الاقتصاد لزيادة مشاركة الكيانات الخاصة. يرتبط التحرير الاقتصادي بالليبرالية الكلاسيكية ولذلك، يعرف باختصار بأنه «إزالة الضوابط» من أجل تشجيع التنمية الاقتصادية. كما أنه مفهوم مرتبط بالنيوليبرالية.
اتبعت معظم دول العالم الأول طريق التحرير الاقتصادي في العقود الأخيرة بهدف زيادة قدراتها التنافسية كبيئات مناسبة للأعمال. تشمل سياسات التحرير الخصخصة الجزئية أو الكاملة للمؤسسات الحكومية والأصول، زيادة مرونة سوق العمل، انخفاض معدلات الضرائب للشركات، فرض قيود أقل على رؤوس الأموال المحلية والأجنبية، وإيجاد أسواق مفتوحة. في البلدان النامية، يشير التحرر الاقتصادي إلى مزيد من «الانفتاح» على رؤوس الأموال والاستثمارات الأجنبية. تعتبر الصين والهند والبرازيل من أسرع الاقتصادات النامية نمواً اليوم، فقد حققت هذه الدول معدلات نمو اقتصادي سريعة بعد تحرير اقتصاداتها لرأس المال الأجنبي.
العديد من البلدان في الوقت الحاضر، لا سيما في العالم الثالث، ليس لديها أي خيار سوى العمل على تحرير اقتصاداتها من أجل تظل قادرة على المنافسة في جذب واستبقاء كل من استثماراتها الداخلية والخارجية. على سبيل المثال، في عام 1991، لم يكن أمام الهند أي خيار سوى تنفيذ الإصلاحات الاقتصادية الليبرالية. الضد الكلي للاقتصاد المتحرر يتمثل في اقتصاد دولة مثل كوريا الشمالية، نظام «الاكتفاء الذاتي» أغلق الأبواب أمام التجارة الخارجية والاستثمار. ومع ذلك، كوريا الشمالية ليست منفصلة تماما عن الاقتصاد العالمي، لأنها تتلقى المساعدات من دول أخرى مقابل السلام والقيود على برنامجها النووي. المثال آخر هو الدول الغنية بالنفط مثل السعودية، فهذه دول لا ترى حاجة إلى مزيد من الانفتاح على رؤوس الأموال والاستثمارات الأجنبية لأن احتياطياتها النفطية توفر لهم عائدات ضخمة.